# Tanystylum hoekianum
Tanystylum hoekianum is een zeespin uit de familie Ammotheidae. De soort behoort tot het geslacht Tanystylum. Tanystylum hoekianum werd in 1889 voor het eerst wetenschappelijk beschreven door Schimkewitsch. 